# Chaville
Chaville és un municipi francès, situat al departament d'Alts del Sena i a la regió d'Illa de França.
Forma part del cantó de Meudon i del districte de Boulogne-Billancourt. I des del 2016, de la divisió Grand Paris Seine Ouest de la Metròpoli del Gran París.